# Elecciones presidenciales de Estados Unidos de 2020 en Ohio
Las elecciones presidenciales de los Estados Unidos de 2020 en Ohio se celebraron el martes 3 de noviembre de 2020, como parte de las elecciones presidenciales de los Estados Unidos de 2020, en las que participaron los 50 estados más el Distrito de Columbia. Los votantes de Ohio eligieron a los electores para que los representaran en el Colegio Electoral a través del voto popular, enfrentando al candidato del Partido Republicano el presidente Donald Trump y al vicepresidente Mike Pence, contra el candidato del Partido Demócrata el exvicepresidente Joe Biden y a su compañera de fórmula la senadora de California Kamala Harris, Ohio tenía 18 votos electorales en el Colegio Electoral.
A pesar de que las encuestas mostraban una ventaja muy estrecha de Trump, Trump ganó Ohio con el 53.27% de los votos derrotando a Biden, quien recibió el 45.24% de los votos, un margen del 8.03%. Trump ganó por casi el mismo margen por el que derrotó a Hillary Clinton en 2016. Esto marcó la primera vez desde 1960 que Ohio votó por el candidato perdedor cuando el republicano Richard Nixon llevó el estado perdiendo a nivel nacional contra el demócrata John F. Kennedy, rompiendo una racha del estado votando por 14 candidatos ganadores consecutivos que comenzaron en 1964. Esta es la segunda elección consecutiva en la que el estado votó más de 10 puntos a la derecha de la nación en su conjunto, evidenciando la tendencia del estado hacia el Partido Republicano.
Biden se convirtió en el primer demócrata desde Franklin D. Roosevelt en 1932 en ganar la Casa Blanca sin llevar los condados fuertemente sindicalizados de fabricación de automóviles de Mahoning y Trumbull, el primer demócrata desde Harry Truman en 1948 en ganar la Casa Blanca sin llevar el condado de Lorain, el primer demócrata desde JFK en 1960 en ganar la Casa Blanca sin los condados de Ashtabula, Ottawa o Portage, y el primero desde Jimmy Carter en 1976 en ganar sin los condados de Erie, Stark o Wood. Además, esta es la primera vez desde 1976 que Ohio votó más a la derecha que Texas, un estado que votó por última vez a los demócratas ese año. Además, esta es la primera vez desde 1892 que un presidente titular ha llevado el estado mientras pierde la reelección a nivel nacional. Trump ganó 81 de los 88 condados de Ohio en comparación con 80 en 2016, la mayor cantidad desde que Ronald Reagan ganó 82 en 1984.

## Resultados
| Partido | Partido     | Candidato     | Votos     | %     |
| ------- | ----------- | ------------- | --------- | ----- |
|         | Republicano | Donald Trump  | 3,154,834 | 53.24 |
|         | Demócrata   | Joe Biden     | 2,679,165 | 45.24 |
|         | Libertario  | Jo Jorgensen  | 67,569    | 1.14  |
|         | Verde       | Howie Hawkins | 18,812    | 0.32  |
| Otros   | Otros       | Otros         | 1,822     | 0.03  |
|         |             |               |           |       |
| Total   | Total       | Total         | 5,922,202 | 100   |
|         |             |               |           |       |
| Fuente: |             |               |           |       |